# Wanaparthy
Wanaparthy è una suddivisione dell'India, classificata come nagar panchayat, di 50.262 abitanti, situata nel distretto di Mahbubnagar, nello stato federato del Telangana. In base al numero di abitanti la città rientra nella classe II (da 50.000 a 99.999 persone).

## Geografia fisica
La città è situata a 16° 22' 0 N e 78° 4' 0 E e ha un'altitudine di 402 m s.l.m..

## Società

### Evoluzione demografica
Al censimento del 2001 la popolazione di Wanaparthy assommava a 50.262 persone, delle quali 25.732 maschi e 24.530 femmine. I bambini di età inferiore o uguale ai sei anni assommavano a 6.380, dei quali 3.282 maschi e 3.098 femmine. Infine, coloro che erano in grado di saper almeno leggere e scrivere erano 31.527, dei quali 18.262 maschi e 13.265 femmine.